# Pilot (Veronica Mars)
Pilot/Piloto é o primeiro episódio da respeitada série de televisão de noir Veronica Mars, no qual, quase todos os personagens são incluídos a história, que é cheia de mistério e drama.
Direção: Mark PizMarski

## Elenco
- Kristen Bell
- Percy Daggs III
- Teddy Dunn
- Jason Dohring
- Sydney Tamiia Poitier
- Francis Capra
- Enrico Colantoni

## Sinopse
A destemida e inteligente Veronica Mars é uma bonita garota que tenta driblar a mudança que sua vida sofrera recentemente: o assassinato de uma amiga, o abandono da mãe, do namorado e dos amigos por conta do trabalho como detetive de seu pai. Depois que seu pai perdeu o cargo na polícia, decidiu abrir um escritório como detetive particular, onde Veronica o ajuda à noite. Ao se deparar com o novato Wallace amarrado num mastro da escola, Veronica acaba chamando a atenção dos valentões que o colocaram ali, Eli “Weevil” Navarro e sua gangue de ciclistas. Para que Weevil e sua gangue fiquem longe dela e do caso Wallace, Veronica inicia um intrincado plano que irá ajudar alguns colegas de Weevil a evitar problemas com a lei. Enquanto isso, não deixa de investigar o caso que fez seu pai perder o cargo.

## Curiosidades
No episódio piloto o corpo da estudante Lilly Kane devia ser encontrado em um rio, mas Rob Thomas achou muito pesado e deixou em frente à piscina.
Amanda Seyfried, que vive Lilly Kane fez teste para viver a personagem principal ,Veronica Mars.
O Backup 1.0 fez apenas o episodio piloto, porque ele teve problemas com o adestrador.

## Trilha Sonora
•	"La Femme d'Argent" - Air [DVD only - not in original broadcast] 
•	"What You Want" - The Wayouts 
•	"Insincere Because I" - The Dandy Warhols 
•	"Sitt'n on Top of the World" - Botany Boyz 
•	"Just Another" - Pete Yorn 
•	"White Lines (Don't Don't Do It)" - Grandmaster Flash 
•	"Give You More" - Taxi Doll 
•	"Girls" - Death in Vegas 
•	"Bathroom Stall" - DAMe Lee 
•	"Weak Become Heroes" - The Streets 
•	"(Don't Fear) The Reaper" - Blue Öyster Cult 
•	"Pata Pata" - Miriam Makeba 
•	"Atomic Girl" - Wannabes 
•	"Butterflies" - Davíd Garza 
•       "All You Need is Love" - The Beatles [tocada na caixa de música de Veronica]